# Coelioxys quaerens
Coelioxys quaerens là một loài Hymenoptera trong họ Megachilidae. Loài này được Holmberg mô tả khoa học năm 1903.